# Jacek Yerka
Jacek Yerka (właśc. Jacek Kowalski; ur. 1952 w Toruniu) – polski artysta, malarz surrealista i projektant plakatów oraz ilustrator.

## Życiorys
W 1976 ukończył studia na Wydziale Sztuk Pięknych Uniwersytetu Mikołaja Kopernika w Toruniu. W pierwszych latach po studiach projektował plakaty pokazywane m.in. na Biennale Plakatu Polskiego w Katowicach, biennale w Lahti oraz w Warszawie. Od 1980 poświęcił się malarstwu. Tworzy surrealistyczne kompozycje i baśniowe pejzaże. W 1995 artysta został laureatem „nagrody World Fantasy”. Wydawnictwo „Morpheus International” wydało album The Fantastic Art of Jacek Yerka.
Autor okładki i grafiki w książeczce płyty Seweryna Krajewskiego – Lubię ten smutek.